# يوسف كندي (تشايبارة)
يوسف كندي (بالفارسية: یوسف‌کندی) هي قرية تقع في أذربيجان الغربية في إيران. يقدر عدد سكانها بـ 42 نسمة .